# Carphina occulta
Carphina occulta är en skalbaggsart som beskrevs av Monné 1990. Carphina occulta ingår i släktet Carphina och familjen långhorningar. Inga underarter finns listade.